# 臺灣核能

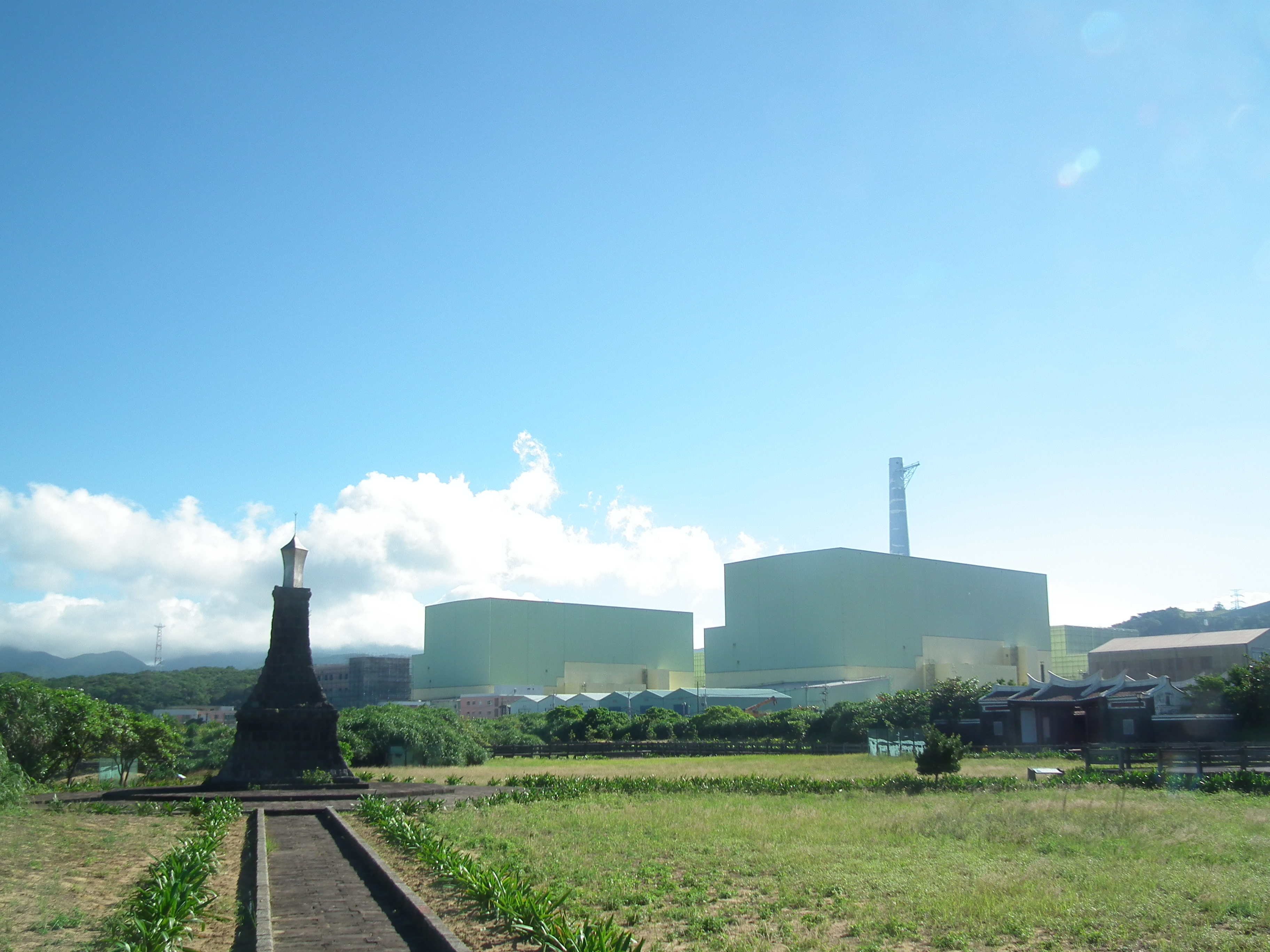
遠處圍阻體左起分別為核四廠1號機、2號機。

臺灣核能是指臺灣（中華民國）的核能發展及政策，尤其在核能發電方面。臺灣自1970年代開始，因應日漸嚴峻的電力用量而開始使用核電，並由臺灣電力公司先後興建3座核能發電廠投入商業運轉。截至2020年，臺灣的核電裝置容量為300億度，佔臺灣總發電量12%、能源消耗8%。但隨著三哩島事故之後，世界發生多起嚴重核事故，臺灣開始出現反核運動，而1980年代開始籌建的龍門核能發電廠（核四廠）尤其成為焦點，並衍生出長達40年的「反核四運動」。
臺灣社會各界對於反核（廢止核電）及擁核（支持核電）各有不同論點。反核團體及人士主要針對核四廠是否投入商轉、高階核廢料無解決方案、存放低階核廢料的蘭嶼貯存場容量已滿、核能發電對環境的衝擊、活斷層遍布台灣等理由，作為臺灣不適合發展核能的論述；而臺灣主要政黨之一的民主進步黨亦持反核立場，並宣示推動「非核家園」，即核四廠不商轉，既有的核一、二、三等3廠不延役。擁核團體及人士則認為核電為基載型能源，在政府因應氣候變遷積極發展再生能源的同時，出於能源政策的整體戰略而不該廢除核電。
2011年日本發生福島核事故後，臺灣的反核輿論高漲，使得馬英九政府在2014年宣布將興建中的核四廠，以「封存」的名義停建。2016年上台由民主進步黨執政的蔡英文政府，推動臺灣在2025年以前全面廢止核電的「2025非核家園」政策，並在隔年成功透過修正《電業法》將該政策入法；作為對該政策的反制，部分公民團體發起2018年以核養綠公投案複決「非核家園」相關法律條文，法理上於結果公告3日後立即失效，其領銜人認為這代表台灣人民否決廢除核能政策，但蔡英文政府卻表示無意延役核電廠及興建新的核電機組，原因是反應爐壽命已屆無法延役。
2025年5月17日，核三廠2號機組的運轉執照到期，且在當日晚間不再發電，臺灣正式邁入「非核家園」狀態；而在同年4月，台灣民眾黨立法院黨團提出核三重啟公投。5月，台灣民眾黨與中國國民黨以立法院席次的人數優勢通過提案，中選會審議後確定成案，將於同年8月23日投、開票。

## 組織
臺灣的核能發電廠皆由臺灣電力公司興建及營運，3座已除役、1座封存中。核能安全委員會為政府方面的督導機關，這些核電廠同時受國際原子能總署監督。

## 研究中心
台灣運作中學術研究反應爐僅有1座位於國立清華大學。成功大學陳秋榮教授認為，若台灣欲發展潔淨能源，應加快研究核融合速度。
| 學校                 | 學校位置 | 研究用原子爐 | 雇主                 | 雇主位置 |
| -------------------- | -------- | ------------ | -------------------- | -------- |
| 國立清華大學（竹科） | 新竹市   | THOR         | 台灣電力公司（均勢） | 臺北市   |

## 核廢料處理
1980年，台電在蘭嶼興建低階核廢料儲存場，並在1982年啟用，因而引發了蘭嶼反核廢料運動，1996年後雖然不再將核廢料運至蘭嶼，2002年，台電核廢料貯存場租約到期，但貯存場的遷移卻一直沒有下文。而澎湖望安鄉在1996年、2007年，台東大武鄉在2003年，都曾發生過反對核廢料最終處置場抗議行動。1987年12月7日，原委會安排蘭嶼地方首長、民意代表等人，赴日進行日本核電安全宣傳之旅時，發生了「機場抗議事件」，雖然只有數名達悟青年參與，但卻是達悟族人發起第一次抗議事件。1988年2月20日，發起反核抗爭「第一次驅逐惡靈行動」，有200人參與。其後在1989年、1991年、2012年發起第2、3（有400人參與）、4次驅逐惡靈行動。1988年3月23日，在台北發動514反核運動。1995年5月31日-6月1日，在蘭嶼發起「一人一石」填平港口行動，並同步在台北舉行「反核廢、驅惡靈」示威遊行。2002年5月1日，蘭嶼發動「全島罷工罷課反核」遊行，全島各學校約二至三成學生及半數鄉公所職員請假參與，與警方發生衝突，活動持續到4日經濟部長林義夫到蘭嶼進行溝通。

## 沿革
1970年代，領有臺灣的中華民國政府由行政院院長蔣經國主導提出十大建設，其中包含興建核能發電廠，即臺北縣石門鄉（今新北市石門區）第一核能發電廠。核一廠於緩和了石油危機造成經濟衝擊，也改善臺灣投資環境，是該地工業轉型基礎。

## 臺灣核電廠列表

### 未商轉發電（可重啟）
| 電廠名稱                          | 電廠照片 | 所在位置      | 操作單位     | 機組數量 | 裝置容量（MW） | 當前狀態 | 備註                     |
| --------------------------------- | -------- | ------------- | ------------ | -------- | -------------- | -------- | ------------------------ |
| 第四核能發電廠 （龍門核能發電廠） |          | 新北市 貢寮區 | 台灣電力公司 | 2        | 2,700          | 封存     | 1號機、2號機未商轉發電。 |

### 除役
| 電廠名稱                            | 電廠照片 | 所在位置      | 啟用日期                                       | 操作單位     | 機組數量 | 裝置容量（MW） | 當前狀態 | 備註                                                               |
| ----------------------------------- | -------- | ------------- | ---------------------------------------------- | ------------ | -------- | -------------- | -------- | ------------------------------------------------------------------ |
| 第一核能發電廠 （金山核能發電廠）   |          | 新北市 石門區 | 第1機組：1978年12月6日 第2機組：1979年7月16日  | 台灣電力公司 | 2        | 1,272          | 除役     | 1號機於2014年12月停機，2018年12月除役。 2號機於2019年7月停機除役。 |
| 第二核能發電廠 （國聖核能發電廠）   |          | 新北市 萬里區 | 第1機組：1981年12月28日 第2機組：1983年3月15日 | 台灣電力公司 | 2        | 1,970          | 除役     | 1號機於2021年7月停機除役。 2號機於2023年3月停機除役。              |
| 第三核能發電廠 （馬鞍山核能發電廠） |          | 屏東縣 恆春鎮 | 第1機組：1984年7月27日 第2機組：1985年5月18日  | 台灣電力公司 | 2        | 1,902          | 除役     | 1號機於2024年7月停機除役。 2號機於2025年5月停機除役。              |

## 歷年裝置容量
|                |        |        | 1982   | 1983   | 1984   | 1985   | 1986   | 1987   | 1988   | 1989   |
| 裝置容量(MW)   | 3,242  | 3,242  | 4,193  | 5,144  | 5,144  | 5,144  | 5,144  | 5,144  |        |        |
| 佔總裝置容量比 | 27.31% | 26.11% | 32.35% | 32.20% | 30.99% | 31.00% | 31.00% | 29.81% |        |        |
|                | 1990   | 1991   | 1992   | 1993   | 1994   | 1995   | 1996   | 1997   | 1998   | 1999   |
| 裝置容量(MW)   | 5,144  | 5,144  | 5,144  | 5,144  | 5,144  | 5,144  | 5,144  | 5,144  | 5,144  | 5,144  |
| 佔總裝置容量比 | 28.88% | 26.02% | 24.73% | 24.31% | 22.53% | 21.37% | 19.60% | 18.03% | 17.36% | 15.76% |
|                | 2000   | 2001   | 2002   | 2003   | 2004   | 2005   | 2006   | 2007   | 2008   | 2009   |
| 裝置容量(MW)   | 5,144  | 5,144  | 5,144  | 5,144  | 5,144  | 5,144  | 5,144  | 5,144  | 5,144  | 5,144  |
| 佔總裝置容量比 | 14.80% | 14.48% | 13.51% | 12.83% | 12.27% | 11.92% | 11.43% | 11.22% | 11.10% | 10.73% |
|                | 2010   | 2011   | 2012   | 2013   | 2014   | 2015   | 2016   | 2017   | 2018   | 2019   |
| 裝置容量(MW)   | 5,144  | 5,144  | 5,144  | 5,144  | 5,144  | 5,144  | 5,144  | 5,144  | 4,508  | 3,872  |
| 佔總裝置容量比 | 10.53% | 10.55% | 10.63% | 10.54% | 10.63% | 10.57% | 10.38% | 10.44% | 8.56%  | 6.90%  |
|                | 2020   | 2021   | 2022   | 2023   | 2024   |        |        |        |        |        |
| 裝置容量(MW)   | 3,872  | 2,887  | 2,887  | 1,902  | 951    |        |        |        |        |        |
| 佔總裝置容量比 | 6.70%  | 4.86%  | 4.66%  | 2.97%  | 1.40%  |        |        |        |        |        |

## 歷年發電量
|              |          |          | 1982     | 1983     | 1984     | 1985     | 1986     | 1987     | 1988     | 1989     |
| 發電量(GWh)  | 13,084.2 | 18,903.7 | 24,588.9 | 28,726.7 | 26,940.8 | 33,128.3 | 30,651.3 | 28,276.1 |          |          |
| 佔總發電量比 | 30.12%   | 39.14%   | 47.09%   | 51.71%   | 43.22%   | 47.89%   | 40.19%   | 33.64%   |          |          |
|              | 1990     | 1991     | 1992     | 1993     | 1994     | 1995     | 1996     | 1997     | 1998     | 1999     |
| 發電量(GWh)  | 32,866.0 | 35,290.1 | 33,844.5 | 34,354.2 | 34,870.5 | 35,315.6 | 37,787.7 | 36,269.5 | 36,865.9 | 38,007.0 |
| 佔總發電量比 | 36.44%   | 35.58%   | 32.07%   | 29.82%   | 27.98%   | 26.53%   | 26.62%   | 24.10%   | 22.59%   | 22.48%   |
|              | 2000     | 2001     | 2002     | 2003     | 2004     | 2005     | 2006     | 2007     | 2008     | 2009     |
| 發電量(GWh)  | 38,502.8 | 35,486.4 | 39,552.9 | 38,891.6 | 39,490.1 | 39,972.0 | 39,870.5 | 40,539.2 | 40,826.9 | 41,571.1 |
| 佔總發電量比 | 20.83%   | 18.82%   | 19.89%   | 18.60%   | 18.08%   | 17.57%   | 16.93%   | 16.67%   | 17.13%   | 18.07%   |
|              | 2010     | 2011     | 2012     | 2013     | 2014     | 2015     | 2016     | 2017     | 2018     | 2019     |
| 發電量(GWh)  | 41,628.7 | 42,116.5 | 40,421.7 | 41,639.4 | 42,389.0 | 36,471.1 | 31,661.4 | 22,445.5 | 27,678.3 | 32,323.4 |
| 佔總發電量比 | 16.85%   | 16.70%   | 16.14%   | 16.50%   | 16.31%   | 14.13%   | 11.99%   | 8.31%    | 10.05%   | 11.79%   |
|              | 2020     | 2021     | 2022     | 2023     | 2024     |          |          |          |          |          |
| 發電量(GWh)  | 31,440.2 | 27,787.9 | 23,754.8 | 17,802.0 | 12,180.3 |          |          |          |          |          |
| 佔總發電量比 | 11.23%   | 9.55%    | 8.24%    | 6.31%    | 4.22%    |          |          |          |          |          |

## 反核運動
臺灣反核運動主要是來自反對核四廠興建計畫，另外也有一部分是針對蘭嶼低階核廢料等問題，目前為臺灣的政治運動，幾乎每年都有至少一次遊行活動。

### 起源
1970年代，邱連輝、黃順興、蘇秋鎮、雷渝齊、林鈺祥等立法委員曾經在立法院提出對核能發電質詢:191，屏東核三廠興建時亦有反對聲音。但反核當時並非社會重要議題，也未形成社會運動。直到臺北縣貢寮鄉（今貢寮區）核四廠興建計畫於1980年提出。1984年6月，立法委員余陳月瑛首先在立法院以反對核四廠興建為質詢重點。1984年12月起，多名監察委員以核四廠預算過於龐大，要求政府檢討是否有興建必要。1985年3月，55位立法委員聯名，向行政院提出聯合質詢，要求審慎評估核四興建的利弊得失。同年4月27日，55位立法委員再度聯名要求停止興建核四廠。5月2日，行政院指示暫緩興建核四廠，是為核四廠興建計畫第一次受阻。但在核四廠預算尚未核准以前，早已經在1978年開始購買土地。此時期民間的參與組織，有消費者文教基金會、環境品質文教基金會，以及貢寮鄉居民社區組織。當時對核四廠質疑的面向，主要集中在政治面、經濟面，對核能安全面向討論較少。:191-1951985年7月7日，核三廠一號機汽機房設計不當，低壓汽機運轉發生劇烈共振現象，汽機葉片脫落，引爆氫氣造成大火，延燒三小時，經一年兩個月停機修復，始恢復正常運轉，損失慘重。1986年4月28日，車諾比核事故發生，使得核能安全與生態影響的議題被重視，反核運動也從單獨針對核四廠的政商問題，轉向對核能發電普遍性質疑。:199-201當年10月10日，由黨外編聯會人士到台電大樓前舉行抗議核電政策的演講活動，是公認第一次的反核四街頭運動。1986年底中央民意代表增額選舉時，恆春地區的候選人皆將抨擊砲口對準核三廠。:199此時期的反核運動亦漸漸組織化，從早期僅有消費者文教基金會環境組，到後來1987年9月1日新環境基金會成立、1988年1月臺灣環境保護聯盟（簡稱「環保聯盟」）成立，新的組織陸續投入反核運動，其中環保聯盟下反核組成為當時要角。:200-201而環保聯盟進行民間的反核串連，也促成貢寮鄉地方草根組織鹽寮反核自救會也於1988年成立。

### 1990至2000年代

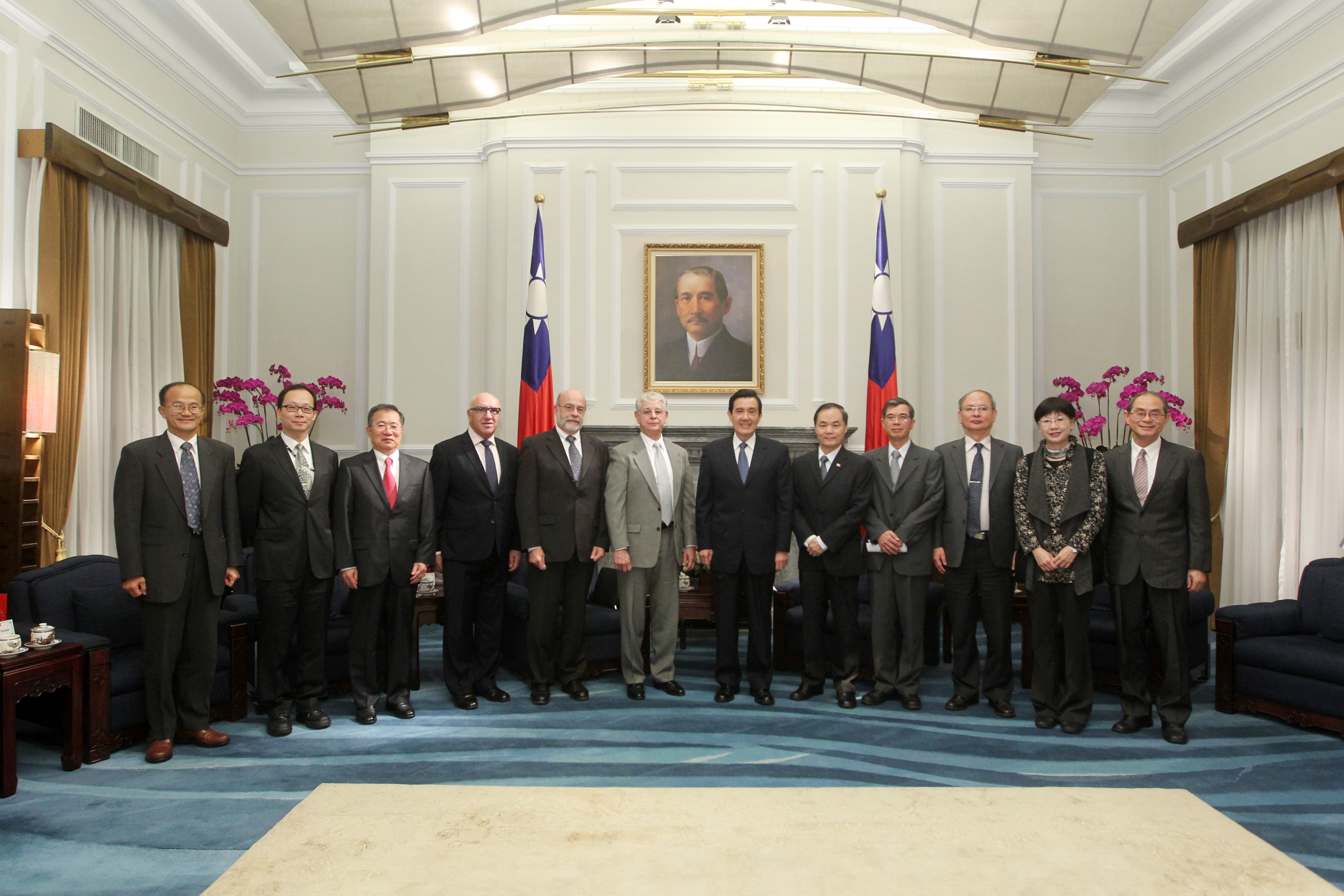
2014年馬英九接見美国核能管理委员会核安諮詢小委員會前主席Sam Armijo。

1992年，立法院通過原於1985年凍結之核四預算恢復動支，同年反對核能發電之在野黨民主進步黨在1992年中華民國立法委員選舉中，取得三成以上的席次，使得經由立法院的預算審查，達成停建核四成為可能。反核組織透過與在野黨結盟的方式，開始向立法院施壓。同時，反核團體也嘗試透過中華民國法律體制達成目標。
1994年。反核團體發起罷免臺北縣擁核立委（多為執政黨中國國民黨籍）行動，是台灣地方自治史上第一樁中央民代罷免投票，中國國民黨佔多數的立法院修改選罷法，提高罷免門檻，11月27日在台北縣舉行罷免投票，同日台北縣政府也針對核四立場進行全縣性公民投票，在投票率低，未達選罷法罷免門檻的情況下，此次罷免未能成功。1994年5月22日，核四廠所在的貢寮鄉舉行全鄉核四公投開票結果不同意興建者，佔96%以上，但因公投當時沒有法源依據，不具法定效力。
2000年，原本主張反核的民主進步黨取得中華民國執政權，陳水扁政府起初宣布停建核四，但引發國會執政黨和反對黨之間的對立及臺灣社會的不安，次年2月又由閣揆張俊雄宣布核四復工，是反核方一大挫敗。2002年陳水扁政府將「非核家園」列入《環境基本法》，成立非核家園推動委員會，邀請環保界人士加入，試圖推行體制內的社會宣傳。另一方面，民間反核運動人士則持續自1997年以來的在地工程監督路線。2000年自環保聯盟臺北分會轉型的綠色公民行動聯盟成為此時的重要反核團體，透過進入地方社區辦理活動的方式，試圖維繫反核動力。
2010年，由於核四試運轉期間發生些許事故，引發媒體對於安全問題的疑慮。2011年初，鹽寮反核自救會重新改組，再啟抗爭。同年3月11日，東日本大震災所導致的福島第一核電廠事故發生，全球各地反核聲浪高漲。2012年中華民國總統選舉，民主進步黨將「非核家園」列為選舉政見之一。

### 福島核災之後
2013年1月，富邦文教基金會執行董事陳藹玲號召婦女成立「媽媽監督核電廠聯盟」，引起社會關注，也使行政院長江宜樺於2月25日宣布，政院願接受核四停建公投檢驗，將由立法院發動全國性公投，預估7、8月舉行。不過提案在立法院沒通過。2010年代有不少反核的集會遊行及社會運動，其中以臺灣廢核大遊行、2014年林義雄反核四禁食行動、後續引發佔領忠孝西路事件、426凱道反核事件較為知名。

### 台灣相關反核組織
- 臺灣環境保護聯盟
- 綠色公民行動聯盟
- 綠色和平台灣辦公室
- 媽媽監督核電廠聯盟
- 地球公民基金會
- 主婦聯盟環境保護基金會

## 擁核運動
支持核能發電者認為，核能發電相較於台灣主流火力發電，是對環境衝擊最小的、安全、潔淨能源。核能流言終結者是其中象徵性的擁核倡議團體。